# Дорсетский курсус
Дорсетский курсус - памятник эпохи неолита, протянувшийся более чем на 10 километров в восточной части графства Дорсет в Великобритании. Его длина делает его ярким примером этого класса линейных земляных сооружений.
Курсус состоит из пары параллельных валов(1,5 м. в высоту) на расстоянии около 82 м. друг от друга, с внешними канавами глубиной 1,5 м и шириной - 2 м. Один вал прямой, в то время как другой извивается. Остатки этих валов до сих пор видны в Солсбери.